# Belastingsamenwerking Gouwe-Rijnland

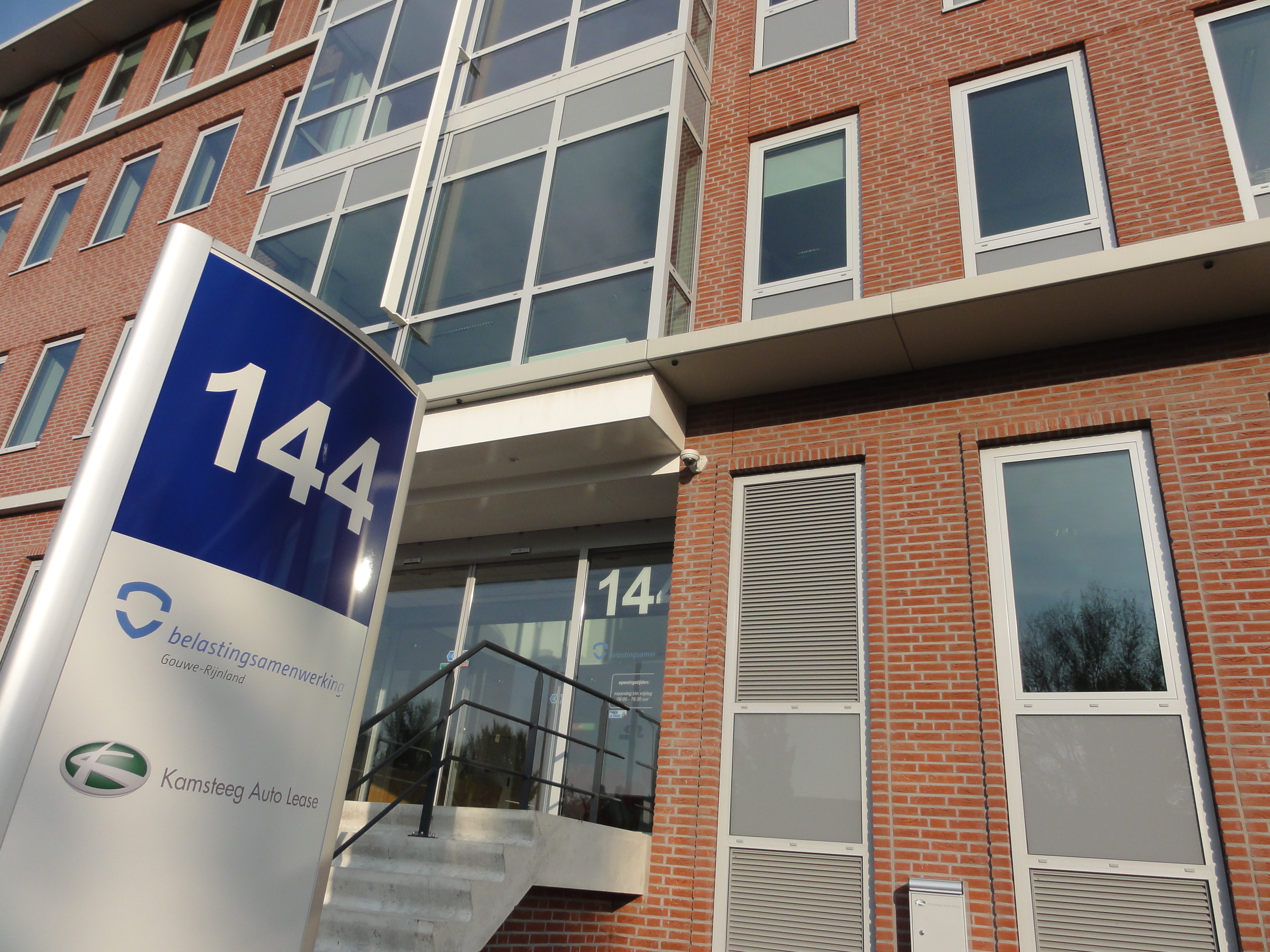
Kantoorgebouw Belastingsamenwerking Gouwe-Rijnland

De Belastingsamenwerking Gouwe-Rijnland (BSGR) is een samenwerkingsverband van de gemeenten Bodegraven-Reeuwijk, Gouda, Katwijk, Leiden, Oegstgeest, Voorschoten, Waddinxveen, Wassenaar, Zoeterwoude, en het Hoogheemraadschap van Rijnland. De BSGR bestaat sinds juli 2009 en is een rechtspersoonlijkheid bezittend openbaar lichaam met de officiële naam 'Openbaar Lichaam Gemeenschappelijke Regeling Belastingsamenwerking Gouwe-Rijnland'.
De BSGR voert namens de deelnemers de heffing en invordering van lokale belastingen uit, dat wil zeggen de waterschapsbelastingen (zuiveringsheffing en watersysteemheffing) en de toepasselijke gemeentelijke belastingen (afvalstoffenheffing, baatbelasting, bedrijveninvesteringszonebelasting, begraafrechten, haven- en bruggelden, hondenbelasting, leges, marktgelden, onroerende zaakbelasting, parkeerbelasting, precariobelasting en retributies, reinigingsheffingen, rioolheffing, staangeld, toeristenbelasting en forensenbelasting). Ook verzorgt de BSGR de waardebepaling van alle onroerende zaken in de deelnemende gemeenten in het kader van de Wet waardering onroerende zaken (Wet WOZ).
De BSGR is gevestigd in kantoorgebouw Noorderschans aan de Lammenschansweg 144 in Leiden.